# 크리스 에버트
크리스틴 마리 "크리스" 에버트(영어: Christine Marie 'Chris' Evert, 1954년 12월 21일 ~ )는 전 WTA 세계 랭킹 1위였던 미국의 여자 프로 테니스 선수이다. 1972년 프로에 데뷔하여 1989년 은퇴하였다. 그녀는 7번의 프랑스 오픈 우승을 비롯하여 그랜드 슬램 대회에서 18번 우승하였다. 그녀는 1975, 1976, 1977, 1980, 1981년에 연말 랭킹 1위를 기록하였다.

## 기록
- 다음의 기록들은 오픈 시대에 세워진 것들이다.

| 그랜드 슬램      | 연도    | 기록 내용                     | 타이 기록                           |
| 1988년 호주 오픈 | 1973-88 | 총 34회 그랜드 슬램 결승 진출 | 단독 기록                           |
| 프랑스 오픈      | 1974-86 | 총 7회 우승                   | 단독 기록                           |
| 프랑스 오픈      | 1973-86 | 총 9회 결승 진출              | 슈테피 그라프                       |
| 프랑스 오픈      | 1983-86 | 4회 연속 결승 진출            | 마르티나 나브라틸로바 슈테피 그라프 |
| US 오픈          | 1975-82 | 총 6회 우승                   | 단독 기록                           |
| US 오픈          | 1975-78 | 4회 연속 우승                 | 단독 기록                           |
| US 오픈          | 1975-84 | 총 9회 결승 진출              | 단독 기록                           |
| US 오픈          | 1975-80 | 6회 연속 결승 진출            | 단독 기록                           |

## 같이 보기
- 역대 WTA 랭킹 1위 테니스 선수 목록

## 읽어 보기
- (영어) Amdur, Neil; Evert, Chris (1982). 《Chrissie, My Own Story》. New York: Simon and Schuster. ISBN 0-671-44376-3.
- (영어) Howard, Johnette (2006). 《The Rivals: Chris Evert vs. Martina Navratilova: Their Epic Duels and Extraordinary Friendship》. New York: Broadway. ISBN 0-7679-1885-1.